# 쪼아이롱군
쪼아이롱군은 나라티왓주의 행정 구역이다. 이 지역의 총 인구 수는 2014년 기준으로 39236명이다. 인구 밀도는 221.2km2이다.

## 행정 구역
| 번호 | 지명       | 태국어 지명 | 빌리지 | 인구   |
| ---- | ---------- | ----------- | ------ | ------ |
| 01.  | Chuap      | จวบ         | 08     | 11,726 |
| 02.  | Bukit      | บูกิต         | 14     | 17,955 |
| 03.  | Maruebo Ok | มะรือโบออก   | 11     | 09,555 |

1. ↑  “Population statistics 2014” (태국어). Department of Provincial Administration. 2015년 6월 18일에 확인함.